# Ochrydzka szkoła piśmiennicza

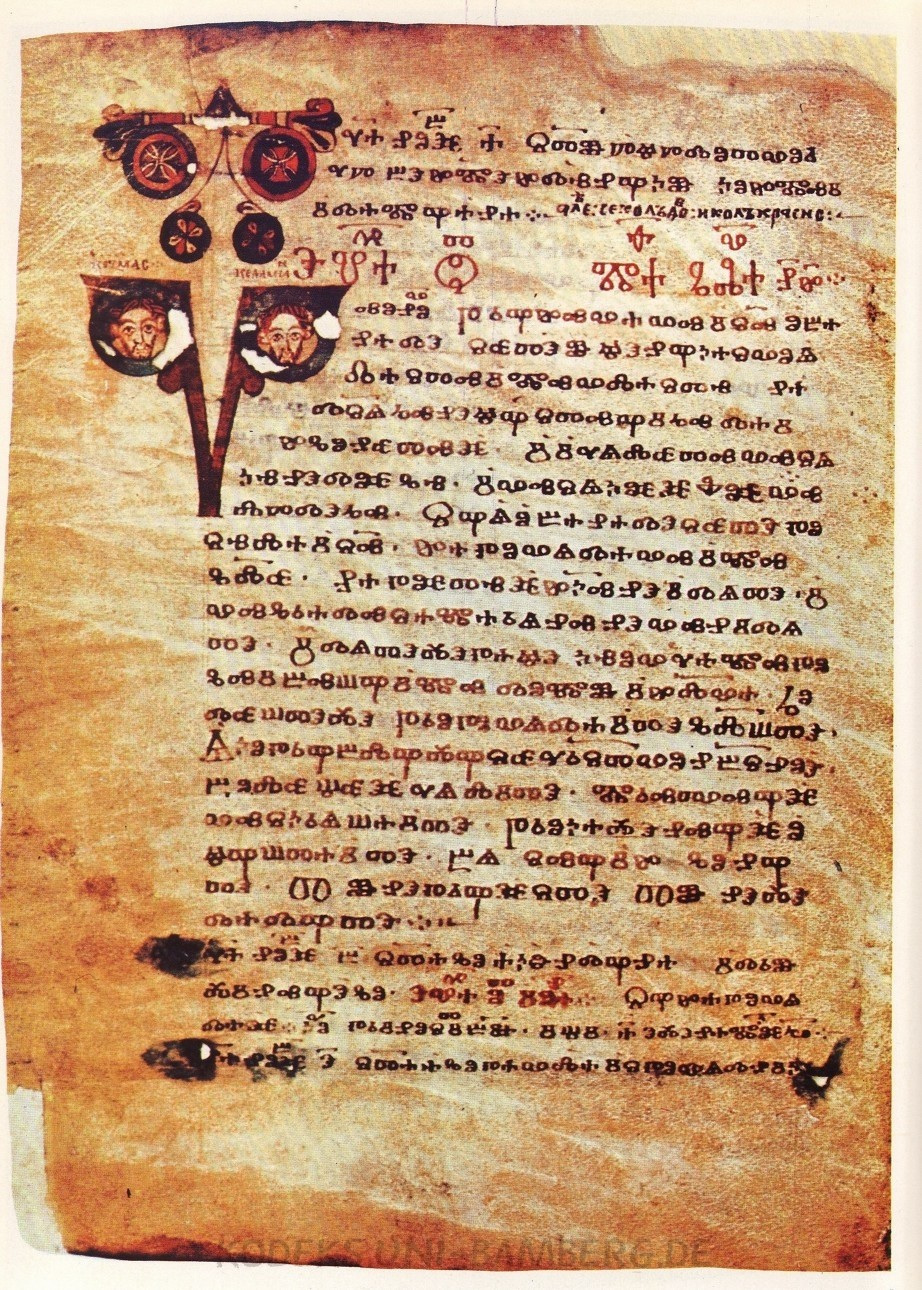
Codex Assemanius

Ochrydzka szkoła piśmiennicza (czasem też po prostu szkoła ochrydzka) – jedna z dwu głównych (obok szkoły presławskiej) szkół piśmiennictwa staro-cerkiewno-słowiańskiego i starobułgarskiego, z centrum w Ochrydzie w średniowiecznej Bułgarii (dziś na terenie Macedonii Północnej).
Szkoła założona została u schyłku IX w. przez jednego z towarzyszy św. Cyryla i Metodego, Klemensa, zwanego później Ochrydzkim. Gdy w 893 r. Klemens został mianowany biskupem Drembicy, opiekę nad uczniami objął przybyły z Presławia Naum.
Celem szkoły było kształcenie przyszłych nauczycieli i duchownych, a samą szkołę można nazwać średniowiecznym uniwersytetem. Założony przez św. Klemensa klasztor św. Pantelejmona stał się centrum tłumaczeniowym i kopistycznym.
W odróżnieniu od szkoły presławskiej, w Ochrydzie stosowano głównie głagolicę. W późniejszym okresie (druga połowa X w.), po wprowadzeniu cyrylicy używano równolegle obydwu alfabetów. Język twórców szkoły ochrydzkiej cechuje swoisty konserwatyzm i przywiązanie do tradycyjnych form, podczas gdy w szkole presławskiej chętnie wprowadzano do tekstów pożyczki z języka greckiego.
Sam Klemens Ochrydzki był twórcą kilkudziesięciu słów pouczających, ośmiu słów pochwalnych oraz utworów hymnograficznych. Styl literacki ochrydzkiej szkoły piśmienniczej odznaczał się prostotą oraz jasnością wypowiedzi. Z działalnością szkoły związane jest powstanie jednego z najstarszych głagolickich kodeksów.
Pisano głównie słowa pochwalne i pouczające, żywoty oraz hymnografię. Powstały służby do św. Cyryla i św. Klemensa, lecz ich teksty nie przetrwały do dziś.